# ساکر مام

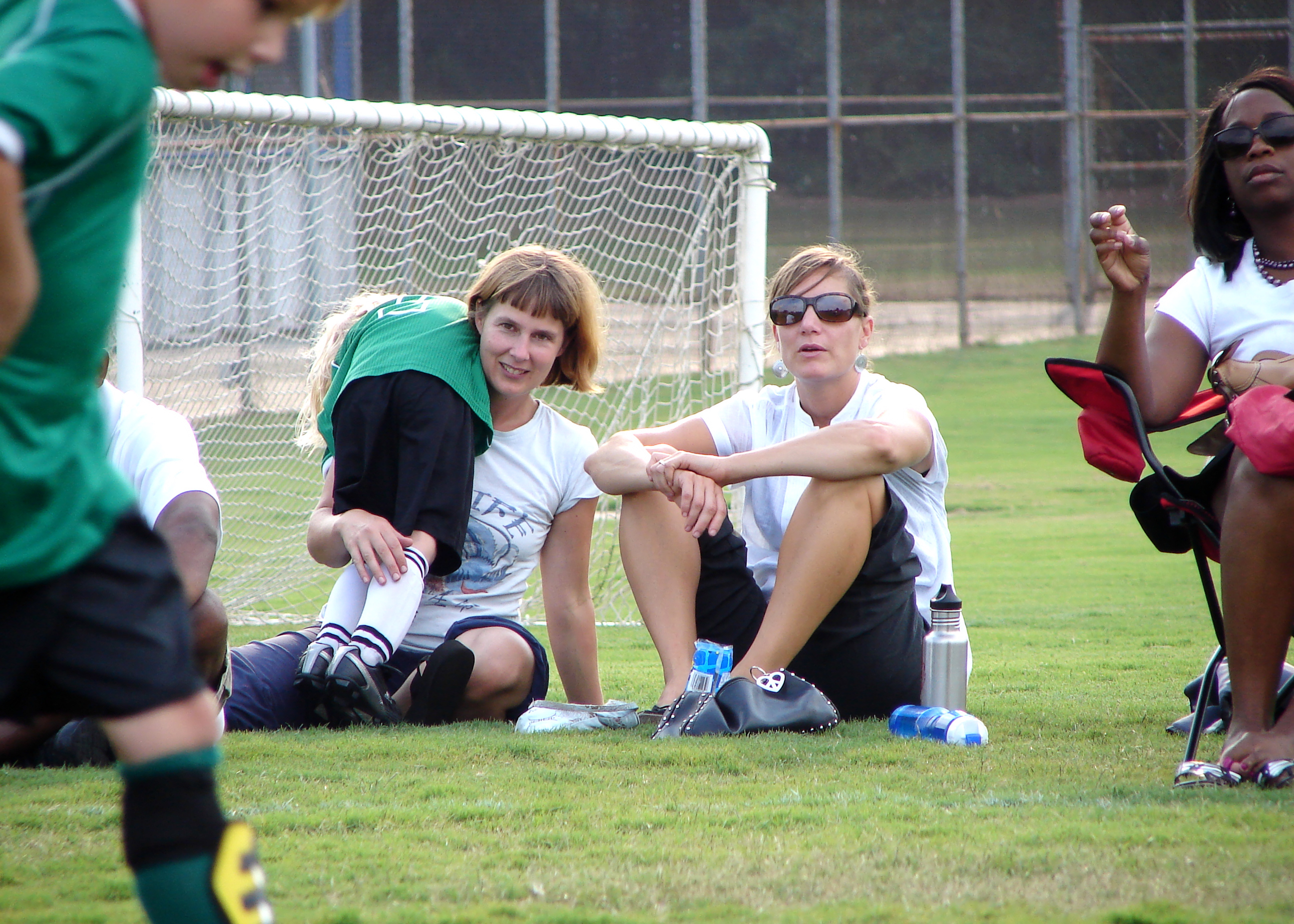
ساکر مام ها درحال تماشای تمرینات فرزندشان

ساکر مام (به انگلیسی: Soccer mom) یا مامان فوتبالی اصطلاحی‌ست اجتماعی، فرهنگی و سیاسی در آمریکای شمالی که به زنان طبقه متوسط حومه‌نشینی گفته می‌شود که بخش مهمی از وقت خود را صرف فرستادن فرزندان خود برای انجام فعالیت‌هایی مانند فوتبال و کلاس موسیقی می‌کنند.
اصطلاح معادل برای مردان (ساکر دَد) استفاده کمتری دارد، به خاطر فرهنگ سنتی غالب در آمریکا که بر مشغولیتِ مادری بیش‌تر از مشغولیتِ پدری تاکید دارد.

## کاربرد و تاریخچه اصطلاح
ساکر مام معمولاً اشاره دارد به زنی سفید پوست، از طبقه متوسط حومه شهر و متأهل. او گاه در رسانه‌ها آدمی بسیار (بیش از حد) پرمشغله تصویر می‌شود و گاه ماشین مینی ون دارد. او همچنین آدمی تصویر می‌شود که علایق خانواده و به ویژه فرزندانش را بر علایق خود اولویت می‌دهد.
اصطلاح ساکر مام در واقع به مادری که فرزند خود را برای تمرین فوتبال تشویق می‌کند و به تماشای مسابقات او می‌نشیند، اشاره دارد. این واژه همچنین در نام سازمان‌هایی که توسط مادران برای حمایت مالی از تیم‌های فوتبال فرزندانشان تأسیس شده‌اند، کاربرد دارد. نخستین استفاده از این کلمه در رسانه‌ها به سال ۱۹۸۲ باز می‌گردد که «جوزف داکوستا» ۳۱۵۰ دلار را برای کمک به یک لیگ محلی فوتبال سرقت کرد.

## همه‌گیری
همه‌گیر شدن این اصطلاح از سال ۱۹۹۵ و در انتخابات شورای شهر دنور آغاز شد. سوزان کیسی در این انتخابات با شعار «یک ساکر مام برای شورای شهر» ۵۱٪ آراء را کسب کرد و به پیروزی رسید.
کاربرد گسترده این واژه پس از کنوانسیون ملی جمهوریخواهان در ۱۹۹۶ اتفاق افتاد
مقاله‌ای در روزنامه واشینگتن پست به تاریخ ۲۱ ژوئیه ۱۹۹۶ اظهارات آلکس کاستلانو (از مشاوران باب دال) را بررسی کرده بود که اعتقاد داشت بیل کلینتون نامزد حزب دمکرات برای پیروزی در انتخابات جذب رأی‌دهندگانی که او آن‌ها را «ساکر مام» می‌نامید، هدف تبلیغات انتخاباتی خود قرار داده است
پس از آن وال استریت ژورنال نیز از قول کاستلانو و در تعریف ساکر مام نوشت که «او مصرف‌کننده کلیدی شناور در فروشگاه و رأی دهنده کلیدی شناوریست که نتیجه انتخابات را رقم می‌زند».
در نهایت نیز ۵۳% زنان حومه شهرها به کلینتون و تنها ۳۹٪ به دال رأی دادند.
در دوران تبلیغات انتخابات ریاست‌جمهوری ۱۹۹۶ مقالات مربوط به ساکر مام در روزنامهها به اوج خود رسید (از ۱۲ مورد در آگوست و سپتامبر تا ۱۹۸ مورد در اکتبر و نوامبر). ساکر مام در این مقالات معمولاً زن یا مادر بچه‌داری توصیف می‌شد که «در حومه شهر زندگی می‌کند (۴۱٫۲٪ مقالات)، رأی دهنده شناور است (۳۰٫۸٪)، پرمشغله، پریشان و مضطر است (۲۸٫۴٪)، خارج از خانه کار می‌کند (۲۶٫۴٪)، وانت یا یک وسیله نقلیه اسپورت دارد (۲۰٫۹٪)، از طبقه متوسط است (۱۷٫۱٪)، متأهل است (۱۳٫۷٪) و سفیدپوست است (۱۳٫۳٪).
انتخاب ساکر مام به عنوان «کلمه سال» از سوی جامعه لهجه آمریکایی توجه زیادی را به این واژه برانگیخت. همچنین مقاله الن گودمن در بوستون گلوب که ۱۹۹۶ را سال ساکسر مام نامیده بود.

## هاکی مام
سارا پیلین معاون نامزد رئیس‌جمهوری حزب جمهوریخواه آمریکا برای انتخابات ریاست‌جمهوری ایالات متحده آمریکا (۲۰۰۸) خود را یک «هاکی مام» توصیف کرده است. او در کنوانسیون ملی جمهوریخواهان به طنز تنها تفاوت یک گاو وحشی و یک هاکی مام را روژ لب نامید. کنایه‌ای که اشاره به خشونت یک هاکی مام دارد. «طرفداران هاکی» وجه تمایز هاکی مام و ساکر مام را در توجه بیشتر آن‌ها نسبت به ورزش و شور و شوق بیشتری می‌دانند که به فرزندانشان منتقل می‌کنند.
اولین کاربرد کلمه «هاکی مام» در اشاره به یک گروه جمعیتی به مقاله‌ای در نیویورک تایمز سال ۱۹۹۹ مربوط می‌شود که شورلت سیلورادو نوعی کامیون پیکاپ را ماشینی توصیف کرده بود که برای هر کس از هاکی مام گرفته تا گاوچران مناسب است.